# Pernod
Pour les articles homonymes, voir Pernod (homonymie).
L'entreprise Pernod est un distillateur français. La société, héritée de la maison Pernod Fils créée à Pontarlier (Doubs) par Henri-Louis Pernod au début du XIXe siècle et de la Distillerie Hémard fondée en 1871 à Montreuil par Ariste Hémard, fusionna en 1928 avec Pernod Père et Fils fondée à Avignon par Jules-François Pernod et son fils Jules-Félix Pernod, dépositaire de la marque Anis Pernod depuis 1918. Elle fait partie du groupe Pernod Ricard depuis 1975.

## Histoire

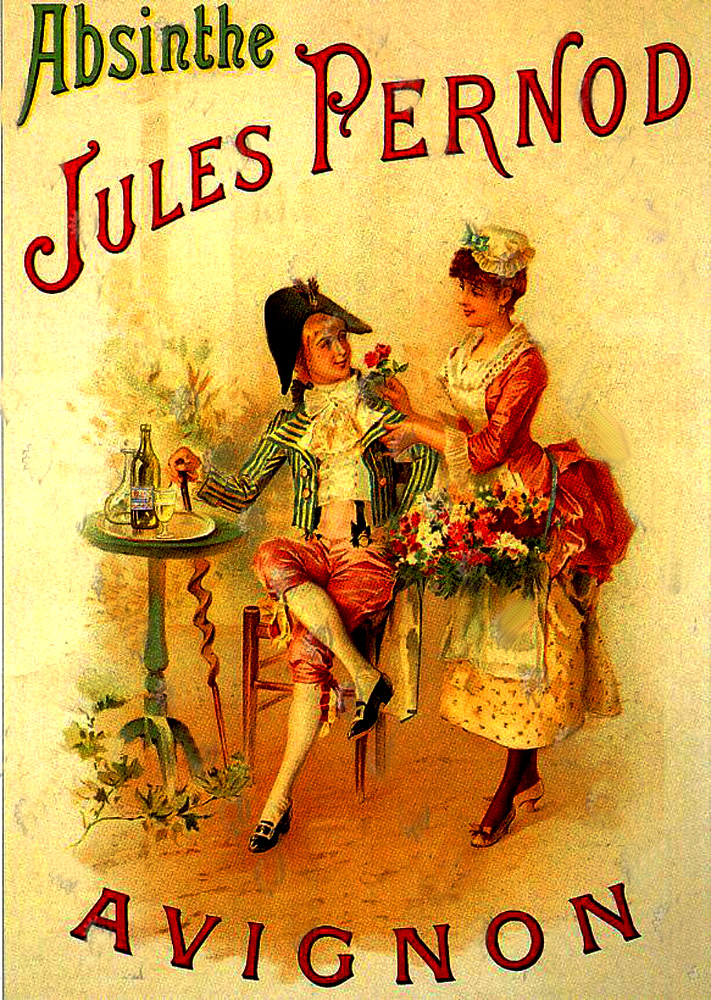
Affiche Absinthe Jules Pernod.

Affiche Pernod Fils.

À l'origine de la société Pernod se trouvent trois sociétés concurrentes :
En 1805, Henri-Louis Pernod crée la Maison Pernod Fils à Pontarlier, dans le Doubs.
En 1871, c'est au tour d'Ariste Hémard de fonder à Montreuil la Distillerie Ariste Hémard.
En 1872 enfin, Jules-François Pernod fonde à Avignon la Société Pernod Père et Fils puis en 1918, Jules-Félix Pernod, son fils, dépose la marque Anis Pernod. C'est le véritable inventeur du pastis,, commercialisé à partir de son usine de Montfavet.
En 1901, l'usine Pernod de Pontarlier est détruite par un incendie et quelque dix millions de litres d'alcool et d'absinthe sont déversés dans le Doubs et, par conséquent, dans la Loue qui révèle être reliée à celui-ci par un écoulement souterrain.
En 1926, Pernod Fils fusionne avec la Distillerie Hémard pour former la société des Établissements Hémard et Pernod Fils. Les successeurs de Pernod de Pontarlier ayant déposé la marque Anis Pernod fils, Jules-Félix dépose plainte et déclare : « Il y a en notre faveur une antériorité indiscutable, l'Anis Pernod ayant été déposé à la fin des hostilités de 1914-1918, alors que la marque Anis Pernod et fils ne l'a été que dans les premiers mois de 1926. Dès l'apparition des produits anisés, nous avons été et restons les premiers dans le monde, les seuls Pernod fabricants d'anis. Nous ajouterons que notre ancien concurrent Pernod fils, dont nous ne contestons nullement l'existence en tant que marque d'absinthe, n'a aucun droit à l'appellation Pernod pour l'anis, le succès de notre marque Pernod a fait et fera des envieux, nous en aurons raison ».
En 1928, le procès est gagné par la famille Pernod d'Avignon et le 4 décembre, fusionnent les sociétés de Pontarlier, Avignon et Montreuil qui deviennent les Établissements Pernod,. Les deux familles Pernod n'ont pas de lien de parenté.
En 1938, est créée la marque Pernod 45 puis en 1951 la marque Pastis 51.
En 1959, les Établissements Pernod prennent comme raison sociale "Pernod" puis rachètent en 1965 la Distillerie de Suze.
En 1975, Jean Hémard (1914-1982), président de Pernod, et Paul Ricard, président de Ricard, réunissent leurs entreprises pour créer le Groupe Pernod Ricard dont Jean Hémard devient le premier président.

## Marques et produits
Même si Pernod est devenu synonyme de boisson anisée en France et ailleurs, le groupe s'est diversifié depuis les années 1970 en distribuant de nombreuses autres marques d'alcools et spiritueux lancées ou acquises par Pernod ou depuis 1975 par la maison mère Pernod Ricard.

### Anisés, amers et apéritifs
- Pastis 51, ou simplement « 51 », la marque-phare du groupe, décliné aussi en « 51 Citron »
- Pernod (alcool), apéritif anisé
- Pernod aux extraits d'absinthe, spiritueux aux plantes d'absinthe commercialisée depuis 2005
- Perkinod, vin généreux à base de quinquina (années 1950)
- Suze
- Cusenier
- Byrrh
- Ambassadeur
- Vabé
- Bartissol
- Sandeman (porto)

### Whiskies
- Aberlour
- Ballantine's
- Paddy
- Scapa
- Tormore
- Pike Creek

### Alcools blancs
- Havana Club (rhum décliné en añejo blanco, 3 años, añejo especial, 7 años)
- Seagram's Gin
- Olmeca (tequila)
- Wyborowa (vodka)
- Plymouth Gin

### Liqueurs
- Soho
- Dita
- Gloss
- Shaaz
- Tia Maria (liqueur de café)
- Olmeca

### Eaux-de-vie
- Martell (cognac)
- Marquis de Montesquiou (armagnac)
- Cinzano

### Vins
- Mumm (champagne, acquis par le groupe en 2005)
- Jacob's Creek (vins australiens)
- Café de Paris (mousseux)